# Zisterzienserinnenabtei Les Ayes
Die Zisterzienserinnenabtei Les Ayes (auch: Les Hayes)  war von 1142 bis 1791 ein Kloster der Zisterzienserinnen in Crolles, Département Isère, in Frankreich.

## Geschichte
Guigues IV. (Albon) und seine Gemahlin Margarete stifteten 1142 fünfzehn Kilometer nordöstlich Grenoble das Nonnenkloster Les Ayes (lateinisch: Haia, französisch auch: Les Haies oder Les Hayes), das 1791 durch die Französische Revolution aufgelöst wurde. In Crolles erinnert der Straßenname Avenue de l’Abbaye (mit Verteiler La Croix des Ayes) an das einstige Kloster. Das noch verbleibende Äbtissinnenhaus wird als Wohnhaus genutzt (Rue Elsa Triolet). Auch die Klostermühle steht noch (Chemin du Meunier).

### Handbuchliteratur
- Gallia Christiana, Bd. 16, Spalte 286–288 (Haia).
- Laurent Henri Cottineau: Répertoire topo-bibliographique des abbayes et prieurés. Bd. 1. Protat, Mâcon 1939–1970. Nachdruck: Brepols, Turnhout 1995. Spalte 233 (les Ayes).
- Bernard Peugniez: Le Guide Routier de l’Europe Cistercienne. Editions du Signe, Straßburg 2012, S. 344 (Ayes, Les-/Les Hayes)
- Gereon Christoph Maria Becking: Zisterzienserklöster in Europa. Kartensammlung. Lukas Verlag Berlin 2000, ISBN 3-931836-44-4, Blatt 73 B (Les Hayes).